# Plethysm
Plethysm är inom algebran en operation på symmetriska funktioner, introducerad av Littlewood (1936, p. 52, 1944, p.329), som betecknade den med {λ}⊗{μ}.
Ordet "plethysm" för denna operation (efter grekiska πληθυσμός, ”multiplikation”) introducerades senare av Littlewood (1950, p.289, 1950b, p.274), som sade att namnet föreslogs av M. L. Clark.
Om symmetriska funktioner identifieras med operationer i λ-ringar, motsvarar plethysm kompositionen av operationer.